# Crossen an der Elster
Crossen an der Elster település Németországban, azon belül Türingiában. Lakosainak száma 1642 fő (2023. december 31.). Crossen an der Elster Wetterzeube, Silbitz és Hartmannsdorf községekkel határos.

## Népesség
A település népességének változása:
| Lakosok száma | 1528 | 1510 | 1541 | 1607 | 1642 |
|               | 2017 | 2019 | 2021 | 2022 | 2023 |